# Île Vaïgatch
Pour les articles homonymes, voir Vaïgatch.
L'île Vaïgatch (en russe : Вайгач [vɐɪˈgatɕ]; en nénètse : Вай Хабць) est une île côtière russe de la mer de Kara. La côte sud-ouest borde la mer de Barents. 
L'île est séparée du continent par le détroit de Iougorski et de la Nouvelle-Zemble par le détroit de Kara. Elle fait partie du district autonome de Nénétsie, dans l'oblast d'Arkhangelsk, en Russie.

## Géographie
- Longueur : ~100 km
- Largeur : supérieure à 45 km*
- Point culminant : 170 m
- Températures moyennes : −20 °C (février), +5 °C (juin)

L'île est principalement constituée d'argilite, de grès et de calcaire. Il y a plusieurs rivières (de 20 à 40 km de long), de marais et de petits lacs. Elle est couverte par la toundra. Vaïgatch, Dolgaïa Gouba et Varnek sont les principaux établissements de l'île.

## Faune et flore
Herbes, mousses et plantes à fleurs de l'Arctique sont abondantes, mais il n'y a pas d'arbres à l'exception de saules nains occasionnels. On peut apercevoir à l'occasion des renards et des lemmings. Les oiseaux sont très nombreux : une variété de canards, des échassiers, etc. fréquentent les marais et les lacs.
En 2007, le World Wide Fund for Nature (WWF) et le gouvernement russe ont approuvé la création d'une réserve naturelle sur l'île de Vaygach. Les eaux entourant l'île abritent de nombreux mammifères marins comme des morses, des phoques et des baleines en voie de disparition.

## Histoire
Visité en 1580 par Arthur Pet et Charles Jackman, et en 1594 par Cornelis Nay et Willem Barentsz, ses côtes sont relevées en 1734 par Stepan Mouraviov et Mikhaïl Stepanovitch Pavlov.
Le nom de Vaïgatch est dérivé de la langue nénètse signifiant  « côte alluvionnaire ». Jusqu'au XIXe siècle, l'île était un important sanctuaire pour le peuple nénètse avec de nombreuses idoles en bois peints du sang d'animaux sacrés, principalement des rennes.

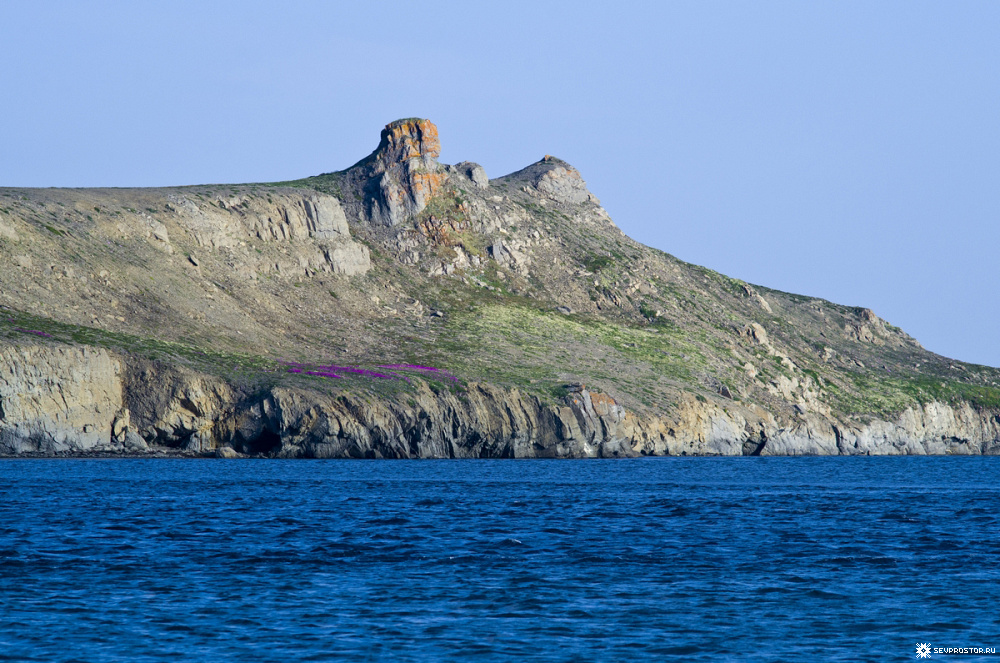
Crête de la baie de Lymbarapakha.